# Clinton (Pennsylvanie)
Pour les articles homonymes, voir Clinton.
Clinton est une census-designated place du comté d'Allegheny, en Pennsylvanie, aux États-Unis.

## Géographie
Clinton se trouve au nord-est des États-Unis, dans l'ouest de l'État de Pennsylvanie, au sein du comté d'Allegheny, dont le siège de comté est Pittsburgh. Ses coordonnées géographiques sont 40° 29′ 24″ N, 80° 17′ 38″ O.

## Démographie
Au recensement de 2010, sa population était de 434 habitants.